# Congrès européen d'Arezzo

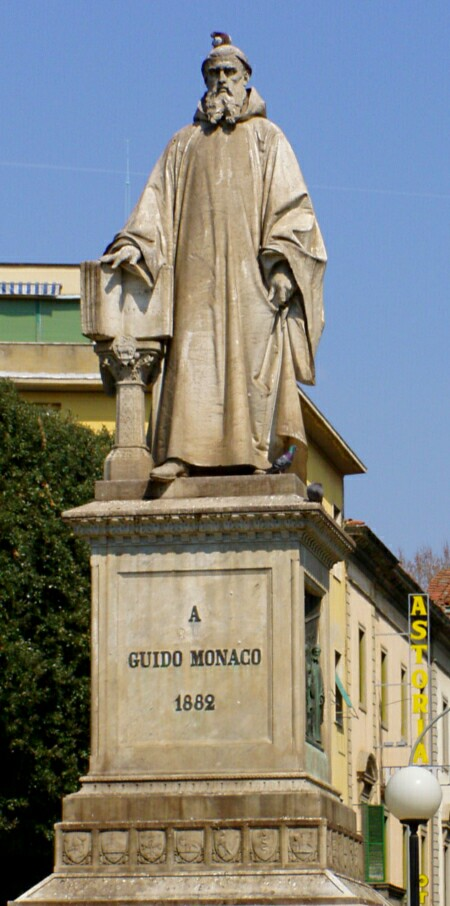
Statue de Guy d'Arezzo dans la ville d'Arezzo.

Le congrès européen d'Arezzo pour l'étude et l'amélioration du chant liturgique est une conférence internationale et importante, tenue à Arezzo en Italie du 11 au 15 septembre 1882, en rendant hommage à Guy d'Arezzo (992 - 1050). Son objectif était de trouver et proposer la meilleure manière du chant liturgique de l'Église romaine.
En fait, le congrès n'était autre qu'une compétition entre deux éditions, respectivement insistant le chant authentique issu de saint Grégoire Ier : une nouvelle édition grégorienne préparée par l'abbaye Saint-Pierre de Solesmes pour une réforme d'une part ; l'édition de Ratisbonne en usage, dite néo-médicéenne d'autre part. 
Si la conférence avait effectivement avancé la connaissance concernant le chant liturgique, l'année suivante le Saint-Siège refusa ses vœux adoptés. À la suite de l'élection du pape Pie X en 1903, participant de ce congrès, certains eurent lieu sous le pontificat de ce Saint-Père.  

## Histoire

### Restauration du chant grégorien
Il est certain que le chant grégorien avait peu de défenseurs, après la Renaissance.
Au XIXe siècle, quelques musicologues tentèrent de rétablir la tradition ancienne. L'un des pionniers était François-Joseph Fétis († 1871), directeur du Conservatoire royal de Bruxelles. Si l'abbé Prosper Guéranger († 1875) du monastère de Solesmes souhaitait profondément la restauration de la liturgie ancienne, il restait de nombreuses difficultés, faute de ressources. C'étaient principalement les musicologues qui étudiaient ce chant liturgique, jusqu'à ce que Félix Danjou, organiste de la cathédrale Notre-Dame de Paris, découvre le Tonaire de Saint-Bénigne de Dijon en 1847.  
Une fois la Pierre de Rosette musicale retrouvée, les neumes anciens sans lignes n'étaient plus indéchiffrables. En profitant de cette notation, le Graduel romain (édition rémo-cambraisienne) fut sorti en 1851, sous initiative de deux cardinaux, si bien que les offices en grégorien étaient célébrés dans leurs paroisses.
Le mouvement devint tellement dynamique qu'à Paris fut tenu en 1860 le Congrès pour la restauration du plain-chant et de la musique de l'Église dont Charles Gounod était un membre. Surtout, ce congrès décida de cesser la pratique des notes égales, manière typique du plain-chant. 
Puis en 1862, une autre décision fut effectuée par deux moines de Solesmes, Dom Paul Jausions et Dom Joseph Pothier : afin de restaurer correctement la mélodie grégorienne, il faut consulter les neumes dans les manuscrits les plus anciens et sans lignes. C'est la raison pour laquelle ils commencèrent à visiter de nombreux archives en France et en Europe. Cette discipline était, dès années 1870, répartie par un autre moine important, François-Florentin Bernard, dit Pie Bernard. Ce prêtre dominicain publiait et toujours remaniait plusieurs livres de chant de bonne qualité en faveur de son ordre, à partir de 1854. Leurs travaux selon les manuscrits étaient en train d'établir un répertoire du chant grégorien restauré, au début des années 1880.

### Édition de Ratisbonne
En Allemagne, les religieux avaient une autre tendance pour l'amélioration liturgique, c'est-à-dire le mouvement cécilien. Celui-ci était notamment distingué lors du Congrès de Bamberg en 1868, duquel le Vatican s'intéressait. L'édition Pustet de Ratisbonne invita les deux présidents du mouvement, Franz Xaver Witt et Franz Xaver Haberl, afin de répondre au charge du Saint-Siège en faveur d'un nouveau graduel. Non seulement la Congrégation des rites admit cette édition mais aussi un privilège de 30 ans fut octroyé à Pustet, à partir de 1871.  
Édition non officielle, mais cette authentification donna une grande autorité à l'édition de Ratisbonne :

« Le chant grégorien que l'Église Romaine a toujours conservé, peut donc être considéré, au regard de la tradition, comme le plus conforme à celui que le Souverain Pontife saint Grégoire a introduit dans la Liturgie Sacrée »

— Bref du 14 août 1871
Assez naturellement, l'édition Pustet n'hésitait pas à manifester l'édition selon la tradition issue de saint Grégoire.
En réalité, il s'agissait d'une reproduction de l'Édition médicéenne (1614 - 1615), republiée en 1848 à Malines chez Hanicq, par Edmond Duval, ancien élève du Conservatoire de Paris. Les pratiquants de celle-ci ne savaient pas, nonobstant, que rédacteur Franz Haberl avait introduit un considérable nombre de modifications discutables dans cette édition de Pustet. Si bien que l'édition néo-médicéenne s'était vraiment éloignée de la tradition du chant grégorien authentique. De plus, on attribuait faussement la rédaction de l'Édition médicéenne à Giovanni Pierluigi da Palestrina, pour une autre autorité. Plus tard, un musicologue auprès du Vatican doutera de cette attribution, en raison de nombreuses erreurs incompréhensibles que Palestrina n'aurait jamais commises, dans l'édition de Haberl.

### Centenaire de Guy d'Arezzo
À cette époque-là, l'année 1882 était considérée comme centenaire de la naissance du moine Guy d'Arezzo (vers 992 - † 1050). Il est normal qu'un congrès à sa ville natale fût préparé par des religieux italiens, tel Dom Ambrogio Maria Amelli du Mont-Cassin. Le sujet prévu n'était autre que le chant liturgie duquel Guy d'Arezzo avait aisément amélioré les pratique et théorie. Pour Solesmes et Ratisbonne, il n'existait aucune raison afin d'éviter cette conférence.

## Participants

### Membres du bureau
- Ambrogio Maria Amelli (1848 - † 1933) : président, bénédictin, abbaye du Mont-Cassin, théologien et musicologue[2]
- François Perriot (1835 - † 1910) : vice-président, vicaire général et supérieur du grand séminaire de Langres[cr 1], docteur en théologie
- Nicholas Donnelly (1837 - † 1920) : vice-président, archiprêtre de Dublin[cr 1], fondateur de la société Sainte-Cécile de Dublin et du journal Lyra ecclesiastica[3]
- P. Piacenza : secrétaire, archiprêtre de protonotaire apostolique[cr 1]
- Edmund von Blum Hirt[4] : secrétaire, maître de chapelle à Munich[cr 1],[5], musicologie

### Quelques participants

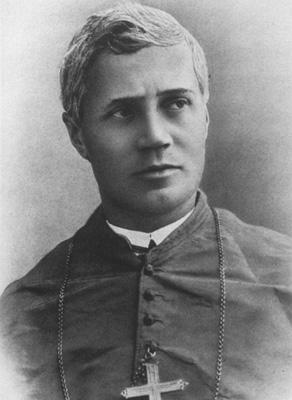
En tant que chanoine de Trévise, Giuseppe Sarto, futur pape Pie X, assistait à ce congrès d'Arezzo (1835 - 1903 - † 1914).

- F. Raillard (1804 - † ) : vicaire de l'église Saint-Thomas-d'Aquin de Paris[6], congressiste de Paris en 1860
- Giovanni Battista de Lorenzi (1806 - † 1883) : célèbre facteur d'orgue de Vicence[cr 2],[7]
- Stephen Morelot[5] (1820- † 1899) : prêtre, organiste, musicologue à Dijon[8]
- Charles-Émile Poisot (1822 - † 1904) : fondateur du conservatoire de Dijon[5],[9]
- Xavier van Elewyck (1825 - † 1888) : maître de chapelle de l'église Saint-Pierre de Louvain[5], chevalier et docteur de l'université de Louvain
- Alexandre-Stanislas Neyrat (1825 - † 1913) : musicologue, compositeur, maître de chapelle de la primatiale Saint-Jean de Lyon[5],[10]
- Aloys Kunc[cr 3] (1832 - † 1895) : organiste et maître de chapelle de la cathédrale d'Auch, participant du Congrès de Paris en 1860
- Charles-Émile Ruelle (1833 - † 1912) : helléniste, administrateur de la bibliothèque Sainte-Geneviève[11]
- Giuseppe Melchiorre Sarto (1835 - † 1914) : chanoine de Trévise, futur pape saint Pie X (1903 - 1914)
- Joseph Pothier (1835 - † 1923) : abbaye Saint-Pierre de Solesmes, restaurateur du chant grégorien
- Davide Farabulini (1835 - † 1903) : professeur du séminaire du Vatican, historien chargé par Léon XIII[5],[12]
- Franz Xaver Haberl (1840 - † 1910) : prêtre et musicologue allemand, rédacteur et représentant de l'édition de Ratisbonne
- Nicolas Couturier (1840 - † 1911) : organiste et maître de chapelle de la cathédrale Saint-Mammès de Langres[5]
- Michael Joannes Antonius Lans[cr 4] (1845 - † 1908) : professeur du petit séminaire Hageveld, près de Leyde
- Antonin Schmitt (- † 1886) : moine de l'abbaye de Solesmes, spécialiste de typographie
- Pietro Paolo Balestra : prêtre de la mission et mâitre de chapelle du collège Alberoni à Plaisance[5],[13]
- Jules Bonhomme : curé de l'église Saint-Jean-Baptiste de Grenelle[cr 5], membre du Comité des travaux historiques et scientifiques[14]
- Luigi Nerici : professeur de la musique liturgique à Lucques[5],[15]
- Innocenz Pasquali : chantre pontifical à Rome[5],[cr 3]
- Giacomo Lo Re : maître de chapelle de la cathédrale de Palerme[5], professeur de chant liturgique auprès du séminaire archiépiscopal[16]
- Félix Velluz : enseignant de chant grégorien auprès de plusieurs séminaires dont celui de Châlons, collaborateur de Dom Pothier[cr 6]

Parmi ces participants, Dom Pothier fut nommé en avril 1904, par le pape Pie X, lui-même congressiste, président et un des dix membres de la commission pontificale de l'Édition Vaticane ainsi que Dom Amelli et le docteur Perriot, consulteurs.
D'ailleurs, le congrès accueillait un autre personnage vraiment important, en faveur de la restauration du chant grégorien. Il s'agissait du docteur Xavier van Elewyck, cette fois-ci en qualité de maître de chapelle de l'église Saint-Pierre de Louvain. Mais ce chevalier avait été envoyé, d'abord, par le cardinal-archevêque de Malines Engelbert Sterckx au Congrès pour la restauration du plain-chant et de la musique de l'Église tenu à Paris en 1860. Puis, ils avaient organisé les Congrès de Malines I et II en 1863 et 1864 desquels le docteur Elewyck de l'université catholique de Louvain était secrétaire général. À cette époque-là, le cardinal Sterckx se distinguait en tant que défenseur du chant grégorien le plus important, non seulement en Belgique mais également en Europe. Il est probable que le soutien de van Elewyck était considérablement favorable pour le succès des moines de Solesmes lors de cette bataille d'Arezzo.

## Programme
1. État actuel du chant liturgique dans les différentes partie de l'Europe 
  1. Livre de chœur aujourd'hui en usage dans les cathédrales les plus importantes
  2. Exécutions du plain-chant d'après ces livres
  3. Étude et méthodes d'enseignements en vigueur dans les séminaires diocésains et les établissements misicaux
  4. Ouvrages théoriques sur le chant liturgiques
  5. Zèle du clergé et des maîtres de musique sur ce point
  6. Vœux pour l'amélioration de l'état actuel du chant liturgique en Europe[cr 7]
2. État primitif et phases par lesquelles est passée successivement le chant liturgique
  1. Origine du chant liturgique — ses éléments primitifs
  2. Époque de son apogée — ses caractères et ses éléments constitutifs
  3. Sa vraie tradition conservée fidèlement dans les manuscrits
  4. Zèle et discipline de l'Église au sujet de l'étude et de l'unité du chant liturgique
  5. Phases ou modifications principales par où le plain-chant a été obligé de passer ensuite
  6. Causes de ces modifications
  7. Possibilité, utilité, convenance et opportunité d'un rétablissement du chant liturgique selon la vraie tradition, en tenant compte des exigences liturgiques et musicales d'aujourd'hui[cr 7]
3. Moyens de préparer et de développer une amélioration du chant liturgique
  1. Commission archéologique pour recueillir les différentes versions du vrai chant liturgique contenus dans les manuscrits les plus anciens et les plus importants qui soient conservés dans les diverses parties de l'Europe
  2. Édition critique et scientifique de livres de plain-chant basée sur les données de la susdite commission
  3. Commission archéologico-artistique pour la vérification et le choix des notes et formes musicales représentant la phrase substantielle, originelle du chant liturgique, et de celles qui représentent de simples ornements et des modulations accessoires, dont l'omission ne défigurerait point le caractère natif de la mélodie liturgique
  4. Édition pratique de livres de plain-chant basée sur les conclusions et les données sur la commission archéologico-artistique, à soumettre à l'examen définitif du Saint-Siège, afin qu'une fois approuvée et reconnue comme la plus conforme à la tradition du vrai chant liturgique et artistique de notre époque, elle soit adoptée uniformément par toutes les églises qui ne jouissent pas du privilège d'avoir une liturgie particulière.
  5. Fondation d'une Société européenne de Gui d'Arezzo pour développer les études d'archéologie musicale et à la restauration du vrai chant liturgique par la publication des travaux ci-dessus mentionnés, des œuvres de Gui d'Arezzo de tous les autres ouvrages qui intéressent le plus l'histoire, la théorie et la pratique de ce chant[cr 8].
4. Accompagnement du plain-chant
  1. Liturgiquement et artistiquement est-il permis d'accompagner le plain-chant avec l'orgue ?
  2. Cet accompagnement comporte-t-il une harmonie propre, différente de l'harmonie moderne ? En cas de réponse affirmative, quels sont les principes de cette harmonie ?
  3. Doit-on traiter, comme dans la musique, certaines notes comme notes de passage ? Peut-on admettre les accords dissonants ?
  4. Peut-on caractériser chaque ton ecclésiastique par une formule harmonique spéciale, analogue aux formules harmoniques des modes majeur et mineur de la musique moderne[cr 9] ?

## Messes

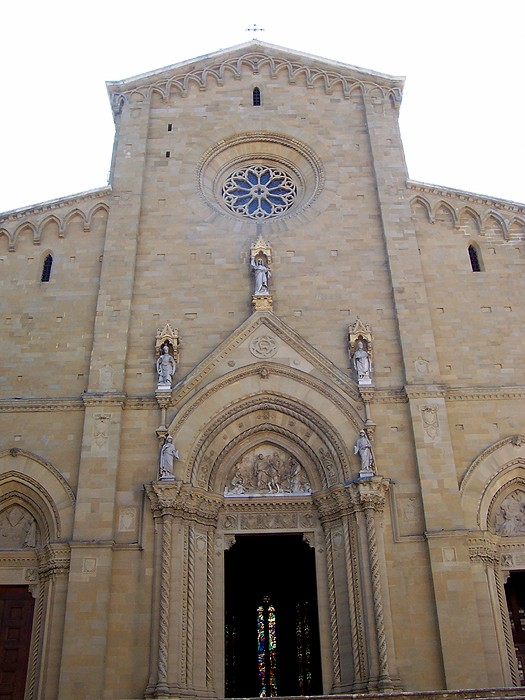
Cathédrale d'Arezzo.

Le Congrès se commença avec l'exécution d'une hymne d'Agostino Mercuri, consacrée à Guy d'Arezzo. Puis, chaque jour, une célébration de messe précédait les séances.
1. le 11 septembre
messe du Saint-Esprit, composition antique d'un moine inconnu, en pur chant guidonien, accompagnée de l'orgue
direction : Ignatio Bellini, maître de chapelle d'Arezzo, avec son clergé
2. le 12 septembre
messe en honneur de sainte Cécile, avec accompagnement de l'orgue
direction : Nicolas Couturier, organiste et maître de chapelle de Langres
3. le 13 septembre
messe en honneur de saint Amboise, selon l'édition de Ratisbonne (1871), accompagne de l'harmonium
direction : Franz Xavier Haberl, rédacteur de cette édition
4. le 14 septembre
messe en honneur de saint Grégoire
chœur principalement composé de prêtres italiens, dirigé par François Perriot, vicaire général de Langres
5. le 15 septembre
messe dite De Beata en honneur de Sainte Marie, selon la notation du futur Liber gradualis (1883)
direction : Joseph Pothier, moine de l'abbaye Saint-Pierre de Solesmes, restaurateur du chant grégorien

## Séances

### le 11 septembre (séances I et II)
Toutes les communications orales étaient effectuées, soit en italien, soit en français, à l'exception d'une allocution de bienvenue en latin, au début du congrès, par l'abbé Ristori, archiprêtre de Sainta Maria della Pieve. Celle-ci fut suivie du discours du président Dom Ambrogio Maria Amelli. Après que le secrétaire avait présenté le résumé des documents envoyés par les congressistes, la délibération sur divers détails administratifs et la nomination des commissions scientifique et archéologique furent tenues lors de la deuxième séance.

### le 12 septembre (III - V)
Programme : 1.1-6 et 2.1-3 

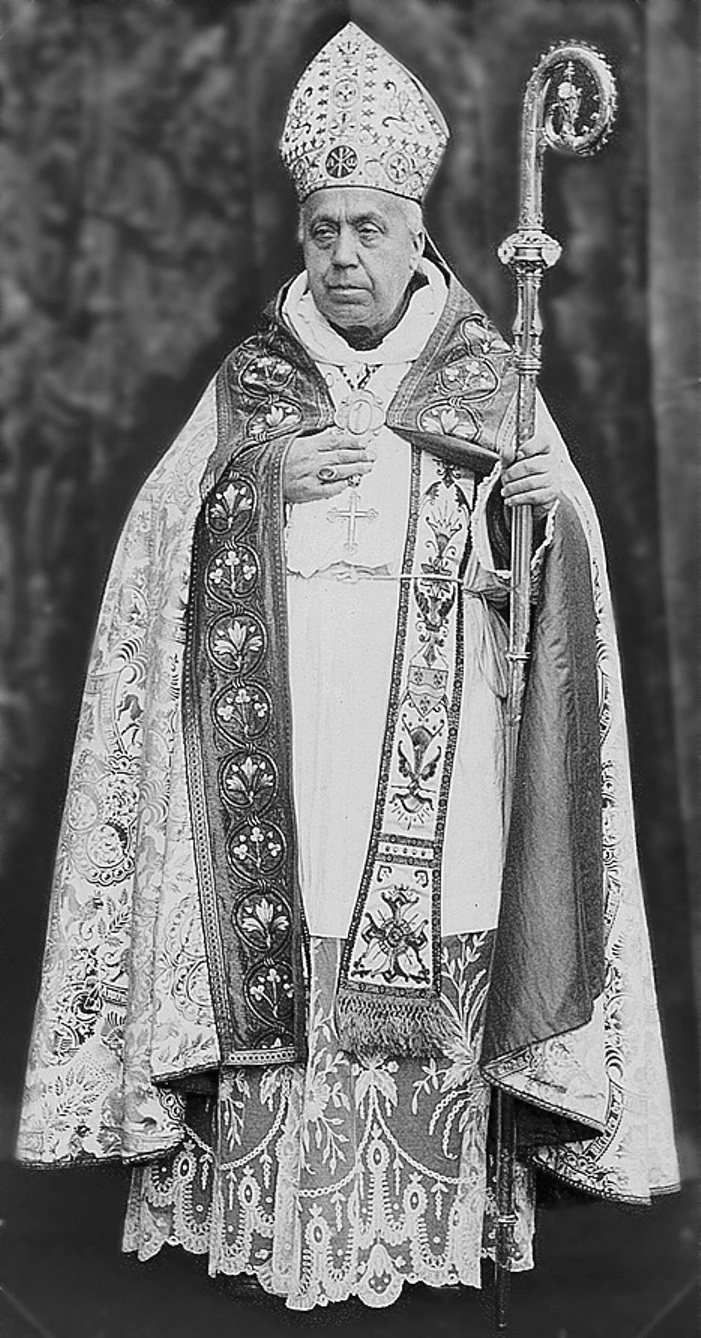
Dom Joseph Pothier.

Les exposés se commencèrent avec ceux de Dom Joseph Pothier de l'abbaye Saint-Pierre de Solesmes. On s'aperçoit qu'il avait soigneusement préparé ses présentations, afin de défendre la restauration du chant grégorien et de convaincre les participants. 
Tout d'abord, il présenta son analyse bibliographique et critique de principaux livres de chant. Selon lui, la plupart des livres en usage étaient très loin de la tradition qui se trouvait dans les manuscrits anciens, car il existait de nombreux abrégements et modifications des notes dans les éditions contemporaines. Les notes étaient abrégées, notamment dans les graduels et l'alléluia ainsi que dans toutes les éditions publiées au XVIIe siècle à Dijon, Lyon, Digne, Rennes, Paris et Malines. (Il faut remarquer qu'elles étaient issues de l'Édition médicéenne, source principale de l'édition de Pustet.) Cependant, en tant qu'exceptions, seuls trois livres respectaient en général ces manuscrits que Dom Pothier consultait : il s'agissait de l'Édition rémo-cambraisienne (1851), de l'édition de Chartreux ainsi que du graduel récemment rétabli chez l'ordre des Prêcheurs (1881). 
Avant de finir son exposé, ce moine dénonça que les Bénédictins étaient en train de préparer, avec cette distinction, la publication d'une édition d'après les manuscrits, futur Liber gradualis. 
Lors de la discussion, chaque membre présenta ses livres en usage dans son pays. Il était important que Franz Xavier Haberl, rédacteur de l'édition de Ratisbonne, ait précisé que, dans son édition, toutes les notes sont égales.  
La deuxième présentation fut également effectuée par Dom Pothier, concernant la question de l'origine du plain-chant, en donnant une classification, à savoir soit récitatif, soit musical, ou intermédiaire entre deux. Avec son avis, il soulignait la particularité du Te Deum entre les deux systèmes, ambrosien et grégorien. Toutefois, en expliquant les ornements mélodiques de l'introït, il attribuait l'origine du chant liturgique à saint Grégoire Ier,.
Dom Pothier exécuta encore une fois son exposé pour la dernière séance de ce jour-là, dans le domaine de la tradition du chant de l'Église. Il distingua notamment le rythme mesuré du rythme non mesuré, ou prosaïque, en prose, caractéristique typique du chant grégorien. Le moine de Solesmes citait le chapitre XV du Micrologues de Guy d'Arezzo, afin de justifier la nature du rythme non mesuré. Le congrès d'Arezzo adoptera aisément cette citation pour ses vœux.

### le 13 septembre (VI - VIII)
Programme : 2.4-7 et 3.1-5
Ce jour-là se commença la compétition entre deux éditions, de Ratisbonne et de Solesmes.
Un professeur hollandais pratiquant l'édition de Ratisbonne, Michael Lans, tenta d'établir et de conclure l'unité du chant liturgique d'après l'autorité ecclésiastique. Le président et Dom Pothier durent souligner que l'objectif du congrès était retrouver une véritable tradition du chant liturgique et différent de celui des conciles. À la suite de cet événement, plusieurs membres présentèrent un certain nombre de réformes liturgiques liées au chant de l'Église, notamment celles des papes Gélase Ier, Grégoire Ier, Léon II. De sorte que la discussion suivante confirma que l'Église elle-même engageait les réformes liturgiques, afin d'optimiser, corriger et compléter le chant liturgique. 
Au début de la septième séance, on parlait encore des exemples des notes égales. À nouveau, Michael Lans insista, cette fois-ci, qu'il était impossible à restaurer le chant liturgique selon les manuscrits anciens, en raison de la multiplicité et de l'insuccès qui se trouvaient dans les éditions récemment sorties. Si bien que la séance se concentra désormais sur ce sujet. Edmund von Blum Hirt, secrétaire du congrès, avait déjà souligné l'importance des règles de l'art dans ce domaine et même manifesté que la fonction de la Congrégation des rites soit sa recommandation pour la composition du chant liturgique, en admettant l'évolution du chant. Toutefois, plusieurs membres commencèrent à protester contre l'avis de Michael Lans.
D'abord, le vice-président François Perriot dénonça que les travaux de la restauration avaient effectivement été avancés. En présentant la pratique des chants restaurés, établie à Langres, il exprima que le résultat de l'usage de ces livres sera satisfaisant, si l'on forme les chantres et crée les écoles de chant, en dépit d'une difficulté lors du commencement. Puis, l'abbé F. Raillard, de l'église Saint-Thomas-d'Aquin de Paris, n'admit pas la conclusion de Lans, d'une part, en citant une écriture d'Guy d'Arezzo sur les neumarum figuræ avec ses commentaires. D'autre part, il expliqua scientifiquement aux congressistes quelques exemples des manuscrits neumatiques les plus anciens [lire en ligne un de ses livres]. Ce musicologue à l'âge de 78 ans fut suivi de Jules Bonhomme, curé de l'église Saint-Jean-Baptiste de Grenelle. Il souligna qu'il faut garder religieusement ceux que l'on avait rétablis. Lorsqu'il dit « grâce aux travaux de M. l'abbé Raillard qu'on peut proclamer le Champollion de l'écriture musicale », il y avait, écrivit Charles-Émile Poisot, les « Applaudissements unanimes. »   [lire en ligne un de ses livres].  

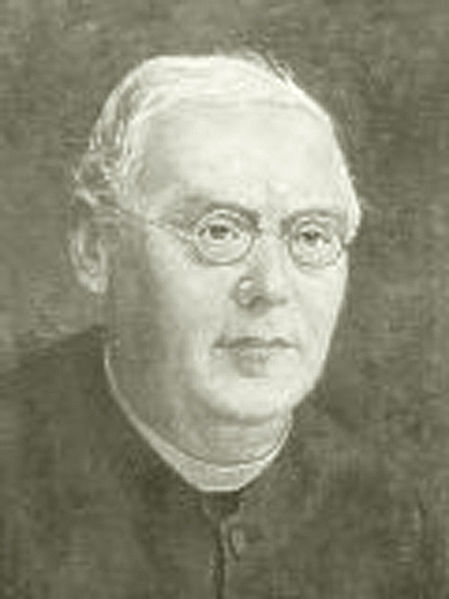
Franz Xavier Haberl, rédacteur de l'édition de Ratisbonne.

Dans la dernière séance, Franz Xavier Haberl lut une lettre du chanoine Jacob de Ratisbonne, adressé au président du congrès : « le meilleur guide dans l'étude du chant liturgique est l'autorité de l'Église, et que tous les travaux en cette matière doivent se conforment à ses désirs. Sans aucun doute les études et les recherches relatives au plain-chant sont utiles ; mais elles ne sont pas encore arrivées au bout final. » En présentant celle-ci, il insista que la conclusion n'arriverait pas avant que les recherches ne soient évoluées dans l'avenir. Selon lui, de meilleures exécutions étaient plus importantes que ce sujet et la reproduction de l'Édition de Ratisbonne contribuerait à cet objectif, si l'usage de l'édition n'était pas imposé. 
Ensuite, les congressistes se discutèrent concernant la création d'une commission internationale. D'après l'avis du vice-président le docteur Perrot, cette création ne fut pas adoptée, en raison des ressources actuelles insuffisantes. Mais, celle d'une société consacrée à Guy d'Arezzo, proposée par le président, fut effectivement approuvée.
À la suite de l'exposé du président Amelli comparaissant le chant grégorien au chant ambrosien, Dom Pothier chanta l'introït Ad te levavi selon le texte de Raillard. Le prêtre Haberl suivit tout de suite avec son édition.

### le 14 septembre (IX - X)
Programme : 4.1-4 
Le quatrième jour était principalement consacré au sujet de l'accompagnement. Certes, il s'agissait d'un autre sujet inévitable qui divisait les participants, car un certain nombre d'organistes et de facteurs d'orgue assistaient au congrès. Cependant, concernant ce domaine, celui-ci ne donnait quasiment aucun avancement.
Certains opposaient à l'accompagnement, tel l'abbé Juget, maître de chapelle du séminaire de Saint-Memmie-lès-Chalons, en raison de l'incohérence avec la mélodie neumatique. Nicolas Couturier et Aloys Kunc soulignaientt l'effet de l'accompagnement, à condition de l'exécution convenable. Ils étaient, tous les deux, organistes et maîtres de chapelle. Edmund von Blum Hirt, secrétaire du congrès, exprima qu'en Allemagne, l'exécution selon l'édition de Ratisbonne adaptait bien à l'accompagnement. Le président et Dom Innocenz Pasquali, chantre pontifical, parlaient de la beauté nouvelle ajoutée par l'orgue.  
Après avoir résumé les deux séances, le président Dom Amelli dénonça que l'objectif du congrès n'était autre que glorifier Guy d'Arezzo et suivre sa trace. Plusieurs voœux furent donc proposés :
1. Recommander dans l'exécution des livres choraux la plus grande conformité possible avec la tradition antique ;
2. Ouvrir des écoles grégoriennes ;
3. Instituer une commission archéologique internationale chargée de préparer une édition scientifique des livres de chant ;
4. Entreprendre, au moyen d'une souscription internationale, la traduction en langue moderne, avec commentaire perpétuel des œuvres de Guy d'Arezzo.

### le 15 septembre (XI - XII)
Programme : vœux (voir ci-dessous)
Pareillement, le congrès élut les membres de bureau de deux commissions :
1. Commission scientifique
  1. Dom Joseph Pothier
  2. F. Raillard, vicaire de l'église Saint-Thomas-d'Aquin de Paris
  3. Otto Kornmüller, bénédictin bavarois
  4. (Juan de Castro, secrétaire de l'Académie espagnole des Beaux-Arts à Rome, mais démissionné avant la fin du congrès)
2. Commission artistique 
  1. Charles-Émile Poisot, compositeur, fondateur du conservatoire de Dijon
  2. Nicolas Couturier
  3. Dom Innocenzo Pasquali, chantre pontifical
  4. Dom Pietro Paolo Balestra, prêtre de la mission à Plaisance

## Conclusions et vœux
Avant de terminer toutes les séances, la commission du congrès adopta plusieurs conclusions et vœux desquels les traductions seraient publiées dans quelques documents, tel le compte rendu de Charles-Émile Ruelle, p. 37-42 (1884). Voici la traduction de Dom Paul Cagin (1883), : 
Le Congrès européen réuni à Arezzo, dans le but d'honorer la mémoire de Guido monaco, de promouvoir l'amélioration du chant liturgique, après avoir entrepris ses travaux dans l'esprit de la plus filiale soumission au Saint-Siège et ouvert ses séances sous les auspices de la Bénédiction Apostolique, est heureux de pouvoir témoigner de son respect le plus absolu pour l'autorité suprême et de son abandon tout filial à la bonté paternelle de Celui que N. S. Jésus-Christ a établi pour régir son Église.
Ayant constaté, non sans douleur, que depuis longtemps le chant sacré dans les diverses parties de l'Europe, à peu d'exceptions près, se trouve négligé et dans un état déplorable, état qui est produit :
1. par la divergence et l'incorrection des divers livres choraux dont on se sert dans les Églises ;
2. par la différence des travaux théoriques modernes et par la variété et l'insuffisance des méthodes d'enseignement, tant dans les séminaires que dans les sociétés musicales ;
3. par la négligence avec laquelle traitent le plain-chant les maîtres de musique de notre temps, parmi lesquels de nombreux membres du clergé trop peu soucieux de cet objet ;
4. par l'oubli de la vraie tradition pour la bonne exécution du chant liturgique ;

Il exprime les vœux suivants :
1. Que les livres choraux en usage dans les Églises soient rendus le plus conformes qu'il est possible à l'antique tradition ;
2. Que l'on accorde le plus grand encouragement et que l'on donne la plus large diffusion aux études et aux travaux théoriques déjà faits et à faire, qui mettent en lumière les monuments de la tradition liturgique ;
3. Que l'on donne dans l'éducation du clergé une place convenable à l'étude du plain-chant, remettant ainsi en vigueur et appliquant avec un plus grand zèle les prescriptions canoniques sur ce point ;
4. Qu'à l'exécution du plain-chant à notes égales et martelées, soit substituée l'exécution rythmique conforme aux principes exposés par Gui d'Arezzo dans le chapitre XV de son Micrologue ;
5. Qu'à cet effet toute méthode de chant sacré renferme les principes de l'accentuation latine.

À peine s'était terminé le congrès, les membres du bureau, « accompagnés d'un grand nombre d'autres congressistes », arrivèrent à Rome. Le 17 septembre, le pape les accueillit en audience particulière.

## Postérité

### DécretRomanorum pontificum sollicitudoet brefQuamquam nos
Il n'est pas étonnant qu'à la suite du congrès, l'édition de Ratisbonne ait appelé au secours. L'année suivante, le 10 avril, la Sacrée Congrégation des rites dénonça le décret Romanorum pontificum sollicitudo.
Ce décret se composait de quatre principes. D'abord, celui-ci désapprouvait nettement les vœux du congrès. Puis, le Saint-Siège approuvait toujours, comme seul chant légitime et authentique de l'Église, l'édition de Pustet. Ensuite, son usage y était fortement recommandé, mais sans l'imposer. Enfin, l'Église accordait pleine liberté en faveur des études théoriques et archéologiques du chant liturgique. 
Si les deux derniers restaient encore favorables, la conclusion était vraiment dure pour Solesmes : « En conséquence, il ne doit plus y avoir de doute, ni de discussions, sur l'authenticité et la légitimité de cette forme de chant [néo-médicéen], parmi ceux qui sont sincèrement soumis à l'autorité du Saint-Siège. »

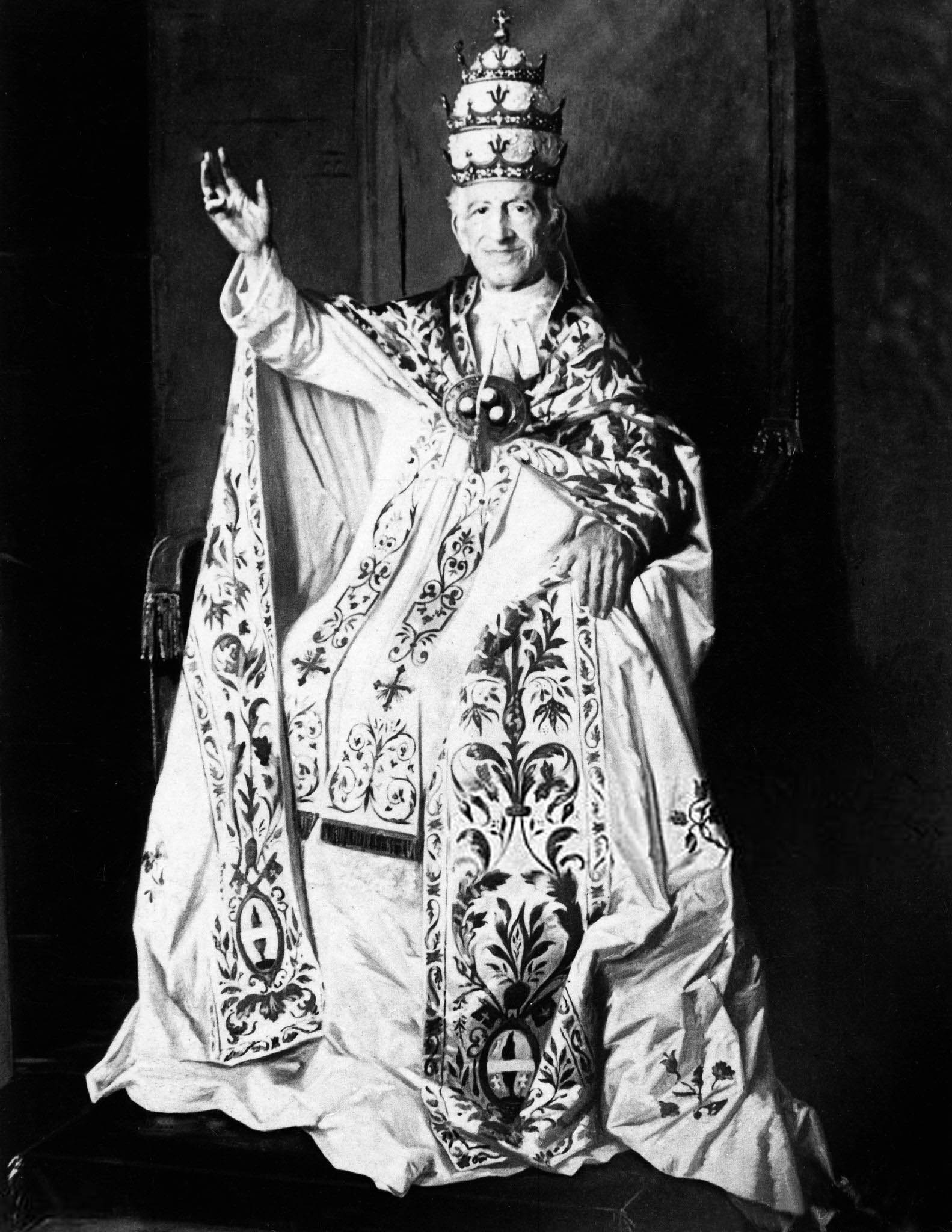
Pape Léon XIII (1810 - 1878 - † 1903)

Certes, après la publication du Liber gradualis en 1883, Léon XIII félicita les travaux de Solesmes, le 3 mars 1884, avec son bref Redditum fuit nobis. Mais cette publication ne changea rien. De fait, le pape confirma à nouveau son désaccord, deux mois plus tard :

« Léon XIII, Pape. Cher fils [Dom Pothier], salut et bénédiction apostolique.
Bien que, dans la réponse que Nous avons faite à votre lettre du 24 décembre de l'année dernière, en louant l'habileté avec laquelle vous et vos frères avez expliqué et commenté les anciens monuments de la musique sacrée, Nous ayons uniquement considéré le Graduel édité par vous comme un ouvrage concernant l'histoire et la science de la musique sacrée et écrit au point de vue de l'érudition, ainsi qu'il résulte de la teneur de Notre lettre, toutefois, afin d'éviter que cette Lettre ne donne occasion à de fausses interprétations, Nous avons jugé, très cher fils, devoir vous faire connaître par la Présente que, dans la Lettre susdite, que Nous vous avons adressée, Nous n'avons pas eu la pensée de nous écarter en quoi que ce soit du décret publié en vertu de Notre autorité, le 10 avril de l'année dernière, par Notre Congrégation des Saints Rites et commençant par ces mots Romanorum pontificum sollicitudo, et que Notre intention n'a pas été d'approuver pour l'usage de la Sainte Liturgie le Graduel qui Nous a été offert, lequel aurait dû nécessairement, à cet effet, être soumis à un soigneux examen de la même Congrégation, selon la coutume du Siège Apostolique en pareil cas.
Cette explication donnée, par laquelle Nous déclarons vouloir que la force du susdit décret soit pleine et entière, Nous vous accordons affectueusement dans le Seigneur, à vous, cher fils, et à vos frères, comme gage de Notre amour paternel et comme présage de la protection céleste, la Bénédiction Apostolique.
Donne à Rome, près S. Pierre, le 3 mai 1884, la septième année de Notre Pontificat. »

— Léon XIII, Pape — Bref (contre-bref) Quamquam nos

Dès 1884, l'édition de Pustet citait triomphalement le Romanorum pontificum sollicitudo dans son graduel, en soulignant l'autorisation solide de Léon XIII et de la congrégation . Le résultat du congrès demeura donc, pendant quelque temps, une véritable catastrophe pour les restaurateurs. 
Après ce contre-bref, on ne se souvenait guère du congrès d'Arezzo. Néanmoins, une fois Dom André Mocquereau avait réussi à présenter scientifiquement l'irrégularité de l'édition de Ratisbonne, avec sa publication de la Paléographie musicale à partir de 1889 , le vent favorable commença à souffler. De fait en octobre 1891, Léon XIII ordonna à la Congrégation des rites, de revoir le règlement du 14 septembre 1884, selon le décret du 10 avril 1883. Si de nombreux religieux restaient encore opposants, c'était le Vatican lui-même qui commença à réfléchir.

### Commission internationale de l'Édition Vaticane
Faute de renouvellement, le privilège de l'Édition néo-médicéenne expira en 1901. Après quoi Carlo Respighi, consulteur de la congrégation, fut chargé par Léon XIII d'étudier la création d'une commission internationale. Ensuite de quoi le Saint-Père expédia le bref Nos quidem à l'abbé de Solesmes Dom Paul Delatte, afin de féliciter les travaux de l'abbaye depuis si longtemps. Le privilège de Ratisbonne fut formellement révoqué par un décret de la Sacrée congrégation des rites le 8 janvier 1904.
Finalement, c'était le pape Pie X, ancien participant du congrès d'Arezzo, qui nomma sa commission pontificale pour l'Édition Vaticane par son motu proprio daté du 25 avril 1904. Les membres de cette première commission furent aussitôt désunis, à cause d'une variété importante des manuscrits du kyriale. Mais elle ne fut officiellement supprimée qu'au 16 janvier 1914, par un motu proprio. Au contraire, la deuxième commission créée en 1913 fonctionnait effectivement, comme prévu par le congrès d'Arezzo, et continua sa mission en faveur de l'Édition Vaticane, présidée par Dom Paolo Ferretti.
Certes, l'idée du congrès d'Arezzo fut aisément réalisée au XXe siècle, à partir du pontificat de saint Pie X. Cependant, au regard de livre du chant grégorien, une édition de commission ne pourrait être qu'une synthèse des manuscrits, jamais chantée. De nos jours, on peut restaurer correctement et strictement, par les meilleurs spécialistes, ceux que les moines carolingiens chantaient il y a 1100 ans, d'après les critères d'une science, sémiologie grégorienne, et en manière de l'édition critique. C'est pourquoi le Vatican confie contrairement, aujourd'hui, la rédaction de l'Antiphonale romanum à Solesmes ainsi que celle du Graduale novum à l'AISCGre, sans créer aucune commission, afin de remplacer officiellement l'Édition Vaticane.

### Édition critique de livres de chant
Déjà, le congrès proposait également la nécessité de l'édition critique. Le premier projet ne fut inauguré qu'après la Deuxième Guerre mondiale. Les livres en usage, quant à eux, il fallut attendre les années 1990.

## D'autres congrès du chant liturgique auxXIXeetXXesiècles
Dès le milieu des années 1890, quelques congrès afin de soutenir la restauration du chant furent tenus en France. Puis, à la suite de l'officialisation du chant grégorien, plusieurs congrès européens furent organisés au début du XXe siècle.
- 1860 Congrès pour la restauration du plain-chant et de la musique de l'Église à Paris : première conférence en faveur de la restauration du chant grégorien
- 1863 Congrès de Malines I : 18 - 20 août, congrès de religieux en Belgique en faveur de la liturgie
- 1864 Congrès de Malines II : 29 août - 2 septembre, même sujet [lire en ligne]
- 1879 Congrès grégorien d'Aiguebelle I : 27 novembre - 1er décembre, collaboration entre Bénédictins et Trappistes[pc 10]
- 1881 Congrès grégorien d'Aiguebelle II : 19 et 20 août, même objectif[pc 11]
- 1882 Congrès européen d'Arezzo pour l'étude et l'amélioration du chant liturgique
- 1889 Congrès de Soave : septembre, surtout concernant la musique liturgique en Italie[pc 12]
- 1891 Congrès du centenaire de l'exaltation de saint Grégoire le Grand à Rome : avril[pc 13]
- 1891 Congrès de musique religieuse de Milan : novembre[pc 14]
- 1895 Congrès de chant grégorien et de musique religieuse de Bordeaux : 9 - 11 juillet[22]
- 1895 Congrès diocésain de musique religieuse et de plain-chant de Rodez : 22 - 24 juillet[23], dirigé par Charles Ginisty, ancien membre de la schola grégorienne du Séminaire français de Rome[pc 15]
- 1896 Congrès de chant liturgique et de musique religieuse de Reims : 22 - 24 juillet[pc 16], présidé par Dom Raphaël Andoyer de Ligugé, spécialiste du chant grégorien[cd 4]
- 1900 Congrès international d'histoire de la musique tenu à Paris : 23 - 29 juillet[11]
- 1902 Congrès archéologique et historique de Bruges : 7 - 10 août, sous assistance de la Schola Cantorum de Paris pour le chant grégorien, 400 participants issus de 8 pays[pc 17]
- 1904 Congrès de saint Grégoire le Grand à Rome : 6 - 9 avril, centenaire de ce saint pape († 604)[pc 18]
- 1904 Congrès de musique religieuse d'Arras : 3 - 5 août, sous la direction d'Henri Delépine et soutenu par le Vatican[pc 19] ; le diocèse d'Arras était l'un de premiers qui établirent la célébration en grégorien en France avec le Graduel romain (édition rémo-cambraisienne) en 1852
- 1905 Congrès international grégorien de Strasbourg : 16 - 19 août, en faveur de l'usage du kyriale de l'Édition Vaticane (pas encore imprimé)[pc 20]
- 1907 Congrès de Padoue : 10 - 12 juin, surtout sujet des signes rythmiques de Solesmes[pc 21]
- 1909 Congrès grégorien des Sables-d'Olonne : 6 - 8 juillet[24],[pc 22]
- 1909 Congrès de musique sacrée de Pise : octobre[pc 23]
- 1911 Congrès de Saint-Flour : soutenu par abbaye de Solesmes[pc 24]
- 1911 Congrès de Paris : 12 - 15 juin, en faveur des scholæ grégoriennes parisiennes[pc 24]
- 1911 Congrès diocésain d'union catholique de Quimper : présidé par l'évêque Adolphe Duparc[25]
- 1913 Congrès de musique sacrée de Bayonne : présidé par l'evêque François-Xavier-Marie-Jules Gieure[25]
- 1919 Congrès de musique sacrée de Tourcoing[26]
- 1921 Congrès général de musique sacrée de Strasbourg : création de l'Association française Sainte-Cécile[25]
- 1922 Congrès de chant grégorien et de musique sacrée, Paris : par Art Catholique, soutenu par archevêque de Paris Louis-Ernest Dubois et abbaye de Solesmes ; le congrès donna naissance, l'année suivante, à l'Institut grégorien de Paris[27]
- 1922 Congrès régional de liturgie et de musique sacrée de Metz : par l'Association française Sainte-Cécile[25]
- 1937 Congrès international de musique sacrée, chant et orgue, à Paris : par l'Union des maîtres de chapelle et des organistes[24],[25]
- 1950 Congrès international de musique sacrée I à Rome : 15 - 30 mai, organisé par Institut pontifical de musique sacrée à Rome, présentation du projet d'une édition critique vaticane en grégorien[eg39 1]
- 1952 Congrès international de musique sacre de Berne : 30 août - 4 septembre[25]
- 1954 Congrès international de musique sacrée II à Vienne : 4 - 10 octobre, dirigé par Franz Kosch et consacré au 50e anniversaire du motu proprio Inter pastoralis officii sollicitudes (1903) ainsi que de l'Édition Vaticane (1904)[eg42 1]
- 1957 Congrès international de musique sacrée III à Paris[28],[29] : 1er - 8 juillet[30], une réponse des spécialistes en faveur d'une encyclique du pape Pie XII Musicæ sacræ disciplina (1955)
- 1961 Congrès international de musique sacrée IV à Cologne : 22 - 30 juin[29],[31], organisé désormais par la Consociatio Internationalis Musicæ Sacræ (C.I.M.S.)[32]
- 1966 Congrès international de musique sacrée V à Chicago et à Milwaukee : 21 - 28 août, organisé par la C.I.M.S.[25],[33]
- 1974 Congrès international de musique sacrée VI à Salzbourg : organisé par la C.I.M.S.[25]
- 1975 Congrès grégorien international à Strasbourg : 26 - 28 septembre[34]
- 1980 Congrès international de musique sacrée VII à Bonn : organisé par la C.I.M.S.[25]
- 1983 Congrès international de chant grégorien à Arezzo : 26 - 27 août, centenaire du congrès tenu à Arezzo[25]
- 1985 Congrès international de musique sacrée VIII à Rome : organisé par la C.I.M.S.[25] et soutenu par le cardinal Joseph Ratzinger (futur pape Benoît XVI)
- 1985 Congrès international de chant grégorien à Paris : organisé par le Chœur Grégorien de Paris[25]
- 2001 Congrès international de musique sacrée au Vatican : 25 - 27 janvier ; promu par le Conseil pontifical de la culture et l'Académie nationale Sainte-Cécile en collaboration avec l'Institut pontifical de musique sacrée[35],[36]
- 2011 Congrès international de musique sacrée à Rome, 100e anniversaire de l'Institut pontifical de musique sacrée : 26 mai - 1er juin [programme en ligne]

## Publications

### Pour le congrès
1. Joseph Pothier et Antonin Schmitt, 4 opuscules (brochures) en faveur du congrès, Imprimerie Saint-Pierre, Solesmes août 1882[pc 25]
  1. De la virga dans les neumes (Pothier), 48 p.
  2. Une petite question de grammaire à propos du plain-chant (Pothier), 24 p.
  3. La tradition dans la notation du plain-chant (Pothier), 32 p. et tableau[37]
  4. Propositions sur le chant grégorien d'après les faits universellement admis par les archéologues (Schmitt), 30 p[cr 29].
2. L'édition de Pustet aussi fit distribuer 70 kg de livres. On ignore cependant ses détails[cd 5].

### Après
- Luigi Nerici, Del Congresso europeo di canto liturgico in Arezzo e della restaurazione del canto gregorano, Tipografia Giusti, Lucca 1882, 80 p.
- Paul Cagin, Le chant grégorien au Congrès d'Arezzo, Imprimerie Oudin, Poitiers 1883[pc 26]
- Michael Joannes Antonius Lans, Lettres sur le Congrès d'Arezzo, par Mich. J. A. Lans, professeur au petit séminaire Hageveld, près [de] Leiden (Hollande), traduite du hollandais par un musicien belge, P. Lethielleux, Paris 1883, 74 p[38].
- Charles-Émile Ruelle, Le congrès européen d'Arezzo pour l'étude et l'amélioration du chant liturgique, compte rendu non officiel suive d'un apprendice bibliographieque, Librairie de Firmin-Didot et Cie., Paris 1884 [lire en ligne]

1. 1 2 3 4  p. 15, note no 1
2. ↑  p. 34
3. 1 2 3  p. 23
4. 1 2  p. 22
5. ↑  p. 18
6. ↑  p. 18, 31 et 32
7. 1 2  p. 12
8. ↑  p. 12-13
9. 1 2  p. 13
10. ↑  p. 14
11. ↑  p. 14-15
12. ↑  p. 15
13. ↑  p. 16
14. ↑  p. 19 - 20
15. ↑  p. 20
16. ↑  p. 27
17. ↑  p. 26
18. ↑  p. 27-28
19. 1 2  p. 29
20. 1 2  p. 30
21. 1 2  p. 31
22. ↑  p. 32
23. ↑  p. 32 et 33
24. 1 2  p. 37
25. ↑  p. 33
26. ↑  p. 42
27. ↑  p. 37-42
28. ↑  p. 44
29. ↑  p. 48

### Comptes rendus des séances
- Aloys Kunc, Musica sacra, septembre et octobre 1882, Toulouse[39]
- A. Dessus, La Croix, novembre 1882[39]